# Přebor Karlovarského kraje
Přebor Karlovarského kraje patří společně s ostatními krajskými přebory mezi páté nejvyšší fotbalové soutěže v Česku. Je řízen Karlovarským krajským fotbalovým svazem. Hraje se od sezony 2002/2003 každý rok od léta do jara se zimní přestávkou. Účastní se ho 16 týmů, každý s každým hraje jednou na domácím hřišti a jednou na hřišti soupeře. Celkem se tedy hraje 30 kol. Vítězem se stává tým s nejvyšším počtem bodů v tabulce a postupuje do Divize A nebo Divize B. Poslední tým sestupuje do I.A třídy. Do Přeboru Karlovarského kraje vždy postupuje vítěz I.A třídy. Pokud do přeboru nesestoupí tým z divize, tak je postupující tým z přeboru automaticky nahrazen druhým týmem I.A třídy.

## Vítězové
| Ročník    | Vítězný tým                 |
| --------- | --------------------------- |
| 2002/2003 | FK Union Cheb 2001          |
| 2003/2004 | TJ Rozvoj ZD Trstěnice      |
| 2004/2005 | FK Baník Sokolov            |
| 2005/2006 | TJ Rozvoj ZD Trstěnice      |
| 2006/2007 | FC Jiskra Hazlov            |
| 2007/2008 | SK Toužim                   |
| 2008/2009 | FK Baník Sokolov „B“        |
| 2009/2010 | FC Viktoria Mariánské Lázně |
| 2010/2011 | FK Baník Sokolov „B“        |
| 2011/2012 | SK Toužim                   |
| 2012/2013 | FK Hvězda Cheb              |
| 2013/2014 | FC Viktoria Mariánské Lázně |
| 2014/2015 | FK Olympie Březová          |
| 2015/2016 | FK Ostrov                   |
| 2016/2017 | FK Olympie Březová          |
| 2017/2018 | FK Ostrov                   |
| 2018/2019 | FK Hvězda Cheb              |
| 2019/2020 | TJ Baník Královské Poříčí   |
| 2020/2021 | -                           |
| 2021/2022 | TJ Baník Vintířov           |
| 2022/2023 | FK Ostrov                   |
| 2023/2024 | FC Slavia Karlovy Vary B    |
| 2024/2025 | TJ Karlovy Vary-Dvory       |